# Битка код Москве (1612)
Битка код Москве (1612), између Пољака и Друге народне војске, била је одлучујућа битка Времена смутње и Пољско-руског рата (1605—1618).

## Увод

### Димитријаде
Током Времена Смутње, Пољско-Литванска унија војно је подржала Лажног Димитрија (1605—1606) и Тушинског Разбојника (1607—1610). Инвазија двојице узурпатора био приватни подухват неколицине пољских и литванских великаша, који су деловали независно (или чак противно) од краља и Сејма.

### Отворени рат са Пољском
Политичка ситуација изменила се у пролеће 1609, када је цар Василије Шујски склопио савез са Карлом IX, личним непријатељем краља Жигмунда, и то у току Пољско-шведског рата (1600—1611). Шведска интервенција у Русији (1609—1610) довела је до отвореног рата Русије са Пољском  и крајем септембра 1609. војска краља Жигмунда опсела је Смоленск. Планови краља Жигмунда били су далекосежни: уједињење Пољске и Русије и превођење Руса у католицизам.

### Битка код Клушина и преговори
Пораз код Клушина довео је до побуне у Москви и збацивања цара Василија (27. јула 1610) од стране Бољарске думе ( "Седморица бољара"). После битке малобројна пољска војска је кренула на Москву и заузела Можајск, а Бојарска дума, без војске и у страху од Тушинског Разбојника, упустила се у преговоре са хетманом Жолкевским, нудећи царску круну пољском краљевићу Владиславу. У току преговора, пољски хетман је на превару заузео Москву (21. септембра 1610). У Москви је остао пољски гарнизон од 3.000-9.000 људи
У јесен 1610. у логору под Смоленском краљ Жигмунд је примио заробљенога цара Василија и делегацију Бољарске думе, предвођену патријархом Филаретом. Краљ Жигмунд захтевао је царску круну за себе, и преговори су пропали због његове познате нетрпељивости према православљу. Руска делегација је затворена и рат је настављен, а Русија је све до 1613. била без владара.

### Окупација Москве
У јесен 1610, Бољарска дума, затворена са пољским гарнизоном у Москви, слала је наређења свим градовима да положе заклетву новом цару Владиславу. Патријарх Хермоген је у децембру 1610. из Москве бацио анатему на краља Жигмунда и принца Владислава, и разаслао писма по свим градовима Русије, ослобађајући их од заклетве цару Владиславу и позивајући их на устанак за одбрану отаџбине и православне вере. Одмах је бачен у тамницу, где је убрзо умро.

### Устанак у Москви и опсада 1611.
Патријарховом позиву одговорио је војвода Рјазања, Прокопије Љапунов, који је већ у јануару 1611. подигао војску за ослобођење Москве од пољске окупације. Војна помоћ му је стигла из Зарајска (под војводом Дмитријем Пожарским) и Нижњег Новгорода, па чак и од бивших присталица Тушинског Разбојника (који је убијен у децембру 1610) и козака. Руска војска, названа "Народном милицијом" (рус. Народное (земское) ополчение), кренула је у марту 1610. на Москву.
Први одреди Народне војске, на челу са Димитријем Пожарским, стигли су под Москву 19. марта 1610. и грађани су скочили на оружје. Пољски гарнизон запалио је град и побио 6.000-7.000 устаника, док је Пожарски тешко рањен. Иако веома бројна, Народна војска није имала довољно топова и муниције да заузме тврђаву на јуриш, док за опсаду није било довољно хране. Уз то, војска се састојала из три дела: провинцијски племићи слушали су војводу Љапунова, бивши Тушинци кнеза Трубецког, а козаци атамана Заруцког. Под зидинама Кремља Љапунов је сазвао Земски сабор, али је убијен у козачком логору 22. јула 1611. и већина властеле разишла се кућама. Козаци кнеза Трубецког и Ивана Заруцког наставили су да опседају Кремљ све до доласка Друге народне војске кнеза Пожарског у лето 1612.

## Друга народна војска

### Расуло у Русији
По распаду Прве народне војске у лето 1611. настао је хаос у Русији. Казањ и Вјатка признале су цара Ивана, сина Тушинског Разбојника, а Новгород се предао Швеђанима (јула 1611). Истовремено, у Пскову се појавио Лажни Димитрије III (чију су власт накратко признали кнез Трубецки и атаман Заруцки под Москвом), а Пољаци су коначно заузели Смоленск.

### Почетак обнове
У лето 1611, највећи град који се још одупирао странцима и узурпаторима био је Нижњи Новгород на Волги. Грађани Нижњег Новгорода, разочарани поразом племићке војске и издајом бољара и козака, преузели су организацију борбе у своје руке. Трговци и занатлије, предвођени месаром Кузмом Мињином, прикупили су новац за нову војску, жртвујући трећину свог иметка. За старешину нове војске изабран је кнез Пожарски, који је имао искуства из претходне опсаде Москве: пошто је недостатак хране и топова довео до пораза Прве народне војске, прикупљене су довољне залихе хране и муниције, а свим добровољцима обезбеђене су редовне плате из заједничког фонда. Друга народна војска, малобројнија од Прве, али одлично опремљена, заузела је Јарослављ у марту 1612. У Јарослављу је сазван нови Земски сабор, који је добио подршку и помоћ из свих неокупираних крајева Русије.

### Битка
Заседање Земског сабора прекинула је вест о доласку нове пољске војске, са задатком да деблокира пољску посаду у Кремљу, која је била под опсадом још од 1611. Пожарски је хитро кренуо на Москву, споразумевши се са кнезом Трубецким, који је опседао Пољаке у Кремљу са око 2.500 Донских козака. Пољска војска је дочекана на утврђеним положајима на прилазу Москви 1. септембра 1612. и потучена у тродневној бици. Пољаци су наводно изгубили 20.000 људи, а 9.000 је заробљено.

## Последице
Без хране и помоћи, пољска посада у Кремљу предала се 5. новембра 1612. Земски сабор изабрао је у пролеће 1613. младог Михаила Романова, сина патријарха Филарета, за цара Русије. Био је то почетак нове династије, Романових, и крај Времена Смутње у Русији.

### У руској култури
Битка код Москве 1612. детаљно је приказана у совјетском филму "Мињин и Пожарски" из 1939, а помиње се и у филму "1612." из 2007.